# Noodtoestand (Ierland)

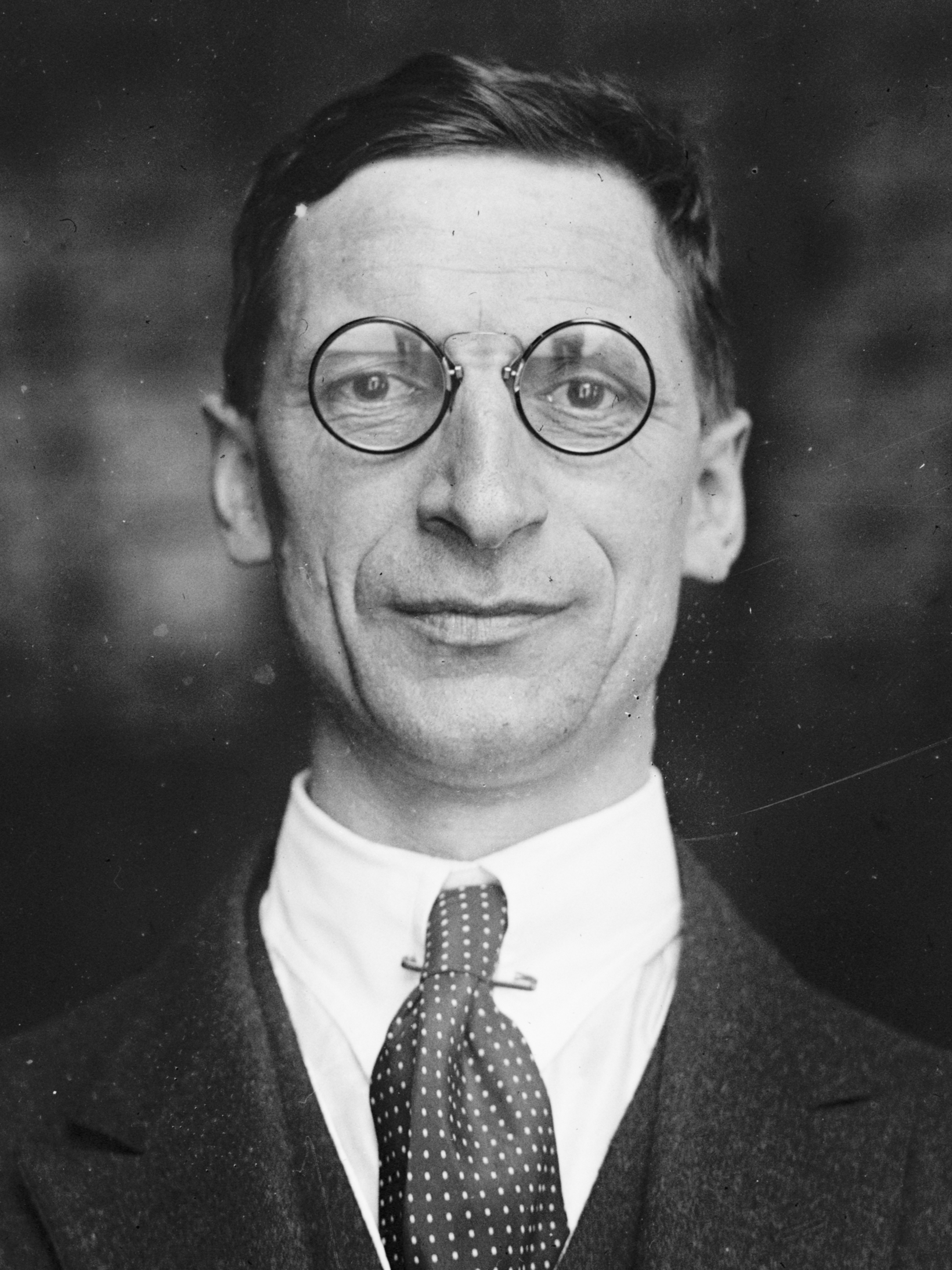
Éamon de Valera

De Ierse Noodtoestand (Engels: The Emergency, Iers-Gaelisch: Ré na Práinne) was een noodtoestand die in Ierland meteen na het uitbreken van de Tweede Wereldoorlog door de Ierse regering werd afgeroepen. Het doel hiervan was de neutrale positie van Ierland tijdens de hele Tweede Wereldoorlog te behouden.

## Achtergrond
Op 2 september 1939 deelde de Valera de Dáil Éireann (het Ierse Lagerhuis) mee dat het land in de net uitgebroken Tweede Wereldoorlog voor alles een neutraal land moest zien te blijven. Dit voorstel werd vrijwel unaniem ondersteund. Ondanks deze officieel neutrale positie werd in Ierland diezelfde dag door de Oireachtas officieel de noodtoestand uitgeroepen.
Een dag later werd er een drastische wijziging doorgevoerd in de twee jaar oude Ierse Grondwet, zodat de Ierse regering maatregelen met betrekking tot de officieel uitgeroepen noodsituatie kon treffen. De zogeheten Emergency Powers Act, 1939 trad in werking. Deze wet was voor alles bedoeld om de Ierse neutraliteit te handhaven (in de statuuttekst zelf wordt vooral gesproken over het handhaven van de publieke veiligheid en de openbare orde).
Meer concreet hield het doorvoeren van deze wet in dat de Ierse regering er zolang de Noodtoestand zou voortduren allerlei vergaande bevoegdheden bij kreeg, zoals het recht op internering (met name van de IRA-activisten) en het doorvoeren van een zeer verregaande censuur op de belangrijke media van die tijd, zoals brieven en de Ierse pers. Deze informatiecensuur diende om te voorkomen dat er propaganda onder de bevolking zou worden verspreid, waardoor de Ierse neutraliteit in gevaar zou komen en Ierland eventueel een uitwisselingsplaats zou worden voor buitenlandse gegevens. De censuur werd grotendeels doorgevoerd onder leiding van Frank Aiken, die in die tijd een functie had die in grote lijnen vergelijkbaar was met die van minister van Defensie.
Ook kwam er een vrijwel volledige controle van de overheid over de meeste aspecten van de Ierse economie, zoals de import en export. Deze controle werd doorgevoerd onder Seán Lemass, de latere Taoiseach die op dat moment minister van Voorzieningen was.
De in het kader van de Ierse Noodtoestand doorgevoerde informatiecensuur werd gaandeweg echter steeds meer gebruikt om partijpolitiek gevoelige zaken te verzwijgen, bijvoorbeeld het aantal Ierse soldaten dat in het Britse leger diende. Informatie die wel voor het gewone volk toegankelijk was werd nauwkeurig gecontroleerd. De Ierse betrekkingen met het buitenland werden behalve door de Valera ook onderhouden door Joe Walshe.

## De IRA en de Noodtoestand
Gedurende de eerste maanden nadat de Ierse Noodtoestand was afgekondigd vormde de hoofdzakelijk in Noord-Ierland actieve IRA in de ogen van de Ierse regering de meest acute bedreiging voor de Ierse neutraliteit. De zeer anti-Britse IRA hoopte namelijk op een Duitse overwinning, terwijl de meeste andere Ieren eigenlijk meer op een Britse overwinning hoopten. In december 1939 vond de Christmas Raid plaats, een aanval van de IRA waarbij zij een grote hoeveelheid wapens en munitie van het Ierse leger stalen. Het leger slaagde erin de daaropvolgende dagen in om het meeste terug te krijgen.
De speciale wetgeving met betrekking tot de Noodtoestand werd enigszins ondermijnd, met name toen Seán MacBride een Habeas corpus indiende waardoor alle opgesloten gevangenen werden vrijgelaten. De regering reageerde hierop door snel het Special Criminal Court aan te stellen, dat de gevangenen opnieuw berechtte. Ook werden de IRA-activisten opnieuw gearresteerd.
De IRA onderhield inmiddels banden met onder andere de Duitse militaire inlichtingendienst, de Abwehr. De Ierse schrijver Francis Stuart reisde af naar nazi-Duitsland in een poging tot compromissen te komen, maar door een combinatie van factoren heeft dit uiteindelijk tot niets geleid. Er kwamen ook Duitsers naar Ierland, van wie Hermann Görtz de bekendste is. Bij zijn arrestatie bleek hij in het bezit van plannen voor een door Duitsland gesteunde IRA-invasie van Noord-Ierland, het zogeheten Plan Kathleen.
In september 1940 werden twee leden van de IRA geëxecuteerd vanwege hun betrokkenheid bij een moordaanslag op twee politieagenten. De IRA bleek niet het hoofd te kunnen bieden aan de vele interneringen van haar leden. In de loop van 1941 had men in Ierland de hoop op een Duitse invasie opgegeven. Ook was de geldkraan vanuit de Verenigde Staten dichtgedraaid. De meeste kopstukken van de IRA werden opgesloten in het Curragh Camp, waar barre omstandigheden heersten.
De Ierse Emergency Power Act liep af op 2 september 1946. Het duurde echter nog tot 1 september 1976 voordat ook de Ierse noodtoestand officieel werd beëindigd. Na 1946 werd er geen enkele wetgeving in verband met de Ierse Noodtoestand meer doorgevoerd.